# Parque nacional Mowbray
Mowbray es un parque nacional en Queensland (Australia), ubicado a 1441 km al noroeste de Brisbane, en las montañas cercanas a Puerto Douglas.

## Datos
- Área: 1,47 km²
- Coordenadas: 16°34′50″S 145°25′32″E / -16.58056, 145.42556
- Fecha de Creación: 1989
- Administración: Servicio para la Vida Salvaje de Queensland
- Categoría IUCN: II

Véase también:
- Zonas protegidas de Queensland

- Datos: Q1674848